# Mystus vittatus
Cá chốt sọc hay còn gọi là cá chốt trâu (Danh pháp khoa học: Mystus vittatus) là một loài cá da trơn trong họ Bagridae, thuộc bộ cá nheo, đây là một trong những loại cá có nhiều ở vùng Đồng bằng sông Cửu Long. Loại cá này mình không vảy, đầu hơi giẹp, dưới hai mép có bốn sợi râu, hai bên mang có hai ngạnh và dọc theo hai bên hông có sọc màu sậm chạy dài từ mang chạy dài tới đuôi cá. 

## Câu cá
Vào mùa tháng ba, tháng tư thường thường dân miền Tây ở ruộng hay quăng câu ngầm, móc mồi trùn, ở đầu giường câu kia buộc một cục đá, đầu này buộc vào một cây sào dài, người ta có thể đứng trên bờ quăng luồng câu ra xa ngoài dòng nước rồi cắm cây sào dài giữ luồng câu cho đừng bị trôi. Trường hợp giường câu dài, không thể đứng trên bờ quăng hết luồng câu được, người ta móc mồi sẵn và khoanh tròn trong một cái sàng rộng nhằm giúp cho câu không bị rối rồi dùng xuồng bũa câu.
Người ta ngồi ở mũi xuồng rồi từ từ lấy câu từng lớp từng lớp thả câu dài theo dòng sông cho chìm sát dưới đáy sông. Ngoài cách bắt cá chốt bằng câu quăng, người ta còn nhữ mồi chận đăng nơi các miệng hầm, vàm mương, hoặc chận đăng cặp các mé cỏ (còn gọi là đăng mé) vào tháng cá sắp lên đồng. Trong các cách này thì cách đăng mương là được cá chốt nhiều nhất. Đăng mương có hai cách, đó là đăng cố định hoặc là đăng lưu động. Cách nhày hùm, cách quậy đìa cũng nhằm bắt cá chốt cũng hữu nghiệm.